# Daniel Jaramillo
Pour les articles homonymes, voir Jaramillo.
Jaramillo  Diez est un nom espagnol. Le premier nom de famille, en général paternel, est Jaramillo ; le second, en général maternel, souvent omis, est Diez.
Daniel Alexander Jaramillo Diez, né à Jardín (département d'Antioquia), le 15 janvier 1991, est un coureur cycliste colombien.

## Biographie
Coureur cycliste au talent précoce, il remporte la Vuelta al Futuro, la Vuelta del Porvenir et la Vuelta de la Juventud, Tours de Colombie des catégories d'âge "pré-junior", junior et Espoir.
En mars 2012, il part avec sa formation au Tour du Mexique. Bien qu'il doive subir la loi de son ancien coéquipier Óscar Sevilla. Il se hisse sur le podium final de l'épreuve. Mieux, déjà lauréat de la catégorie Espoir, il grimpe à la deuxième place finale, à la suite du déclassement de Sevilla.
Il signe en 2014 pour l'équipe américaine Jamis-Hagens Berman, cette année-là il s'offre deux étapes du Tour of the Gila. L'année suivante, il frôle la victoire lors des championnats de Colombie sur route seulement devancé par Robinson Chalapud.
En 2017, il entame sa deuxième saison dans l'équipe continentale professionnelle américaine UnitedHealthcare, où il côtoie Janier Acevedo. Après le Tour de San Juan, il dispute le Tour de Langkawi. Malgré un parcours moins montagneux que de coutume, il termine quatrième. Cependant la priorité donnée au calendrier de l'équipe et, donc, à l'épreuve malaisienne le prive des championnats de Colombie qu'il « mourrait d'envie » de courir. Le Tour de Californie est l'objectif de l'année pour sa formation tandis que lui espère effectuer une bonne saison pour se faire repérer et intégrer une équipe équipe World Tour.

## Palmarès sur route
- 2010
  - 3e du Tour de Colombie espoirs
- 2011
  - Tour de Colombie espoirs :
    - Classement général
    - 3e étape

  -  Médaillé d'argent du contre-la-montre des championnats panaméricains espoirs
- 2012
  - 2e du Tour du Mexique
- 2013
  - 3e étape de la Clásica de Fusagasugá
  - 2e étape du Tour de Colombie espoirs
  - 2e du Tour de Colombie espoirs
  - 3e de la Clásica de Rionegro
  - 3e du championnat de Colombie sur route espoirs
- 2014
  - 2e étape de la Vuelta al Tolima
  - 1re et 5e étapes du Tour of the Gila
- 2015
  - 2e du championnat de Colombie sur route
  - 2e du Tour of the Gila
- 2016
  - 5e étape du Tour of the Gila
  - 5e étape du Tour du Japon
  - 2e du Tour de Langkawi
- 2017
  - Tour de Hongrie :
    - Classement général
    - 4e étape

## Classements mondiaux
| Année                                 | 2011 | 2012 | 2013 | 2014 | 2015 | 2016 | 2017 | 2018  | 2019  |
| ------------------------------------- | ---- | ---- | ---- | ---- | ---- | ---- | ---- | ----- | ----- |
| Classement mondial                    |      |      |      |      |      | 343e | 477e | 1735e | 2582e |
| UCI Europe Tour                       | nc   | nc   | nc   | nc   | nc   | nc   | 715e | nc    |       |
| UCI Asia Tour                         | nc   | nc   | nc   | nc   | nc   | 33e  | 69e  | nc    |       |
| UCI America Tour                      | 178e | 84e  | nc   | 46e  | 22e  | 184e | 256e | 200e  | 417e  |
|                                       |      |      |      |      |      |      |      |       |       |
| Légende : nc = non classéSource : UCI |      |      |      |      |      |      |      |       |       |